# Efkto
Michael Colón (Florida, 20 de abril de 1988), conocido artísticamente como Efkto (estilizado EFꓘTO) es un productor discográfico, ingeniero de sonido, director de videos estadounidense-puertorriqueño.
Sus inicios en la música se relacionan con el productor Echo, con quien trabajó en The Lab Studios.
Efkto ha participado en diversos álbumes importantes de música urbana bajo otro nombre, Effect-O, para artistas como Don Omar, Tego Calderón, Miguelito, Alex Zurdo, entre otros. Recientemente, mediante la red social TikTok, ha elaborado canciones a pedido de los suscriptores con sonidos inusuales, lo que ha aportado notoriedad al artista por su creatividad musical.

## Carrera musical
Michael Colón nació en el estado de la Florida y luego se mudó a Puerto Rico a los 7 años. Comenzó a experimentar con la música a los 9 años luego que su hermana mayor le regalara su piano viejo el cual ya no usaba.

### The Lab Studios
En su primer año universitario, Michael abandona la universidad y firma con la compañía de producción de Echo, productor 4 veces ganador de Grammy conocido por su trabajo con Vico C y Daddy Yankee. En este periodo, comenzó a componer música para grandes artistas como Miguelito (álbum El heredero, ganador de Grammy Latino), Don Omar (álbum IDon), Divino y Abraham, Tego Calderón (El que sabe, sabe, álbum ganador de Grammy Latino), Jim Jones y muchos más.
Luego de cumplir su contrato junto a Echo, Effect-O inició su carrera como artista y productor independiente, siendo partícipe de diversas producciones en el ámbito cristiano, colaborando, produciendo y escribiendo música para varios álbumes de Redimi2, Alex Zurdo, Manny Montes, Zammy, entre otros.

### Cambios de nombre
A inicios del año 2017, Michael Colón comienza a utilizar el seudónimo "EFFECTØ", con el cual lanzó dos álbumes: Icee con empanadilla (2018) y Respeto > Fama (2019), dejando atrás el nombre "Effect-O", por el cual, era conocido y registrado en los álbumes que había trabajado. 
En 2017, se desahogó en su cuenta de Instagram tras ser víctima de otros productores que "no le daban los créditos que merece", refiriéndose a O'Neill. Sus expresiones salieron luego que el sencillo «Rico Suave» de J Álvarez, recibiera una Certificación de Oro de la RIAA.

### Viralidad en TikTok
Más adelante, cambiaría a su nombre por ahora definitivo: "EFKTO". Recientemente, Efkto recibió mucha viralidad con sus videos de TikTok, los cuales que han recibido millones de vistas alrededor del mundo con su forma creativa de hacer instrumentales con cualquier sonido incluyendo animales y videojuegos clásicos. Uno de los vídeos más populares fue cuando tomó audios de la entrevista a Eva Soriano en Late motiv imitando a Bad Bunny, y lo convirtió en una canción.
Asimismo, continuó trabajando como compositor y arreglista, para Generación Escogida, Rey Santiago, AleJosë, entre otros temas, y los sencillos de su proyecto musical The Real Change.
En 2024, creó el jingle para la cadena Church's Texas Chicken titulada Te Amo Pancho.

## Vida personal
Efkto está casado con Heidi Rivera, su novia desde los 15 años, y juntos tienen dos hijos. Vive en Carolina, Puerto Rico donde tiene su estudio de grabación.     

## Discografía
- Spiritual War (2006)
- Pragmatic (2014)
- Icee con empanadilla (2018)
- Respeto > Fama (2019)
- Mejor que ayer (2023)

## Créditos de producción
| Año  | Título | Artista                               | Álbum                            | Nota                                          |
| ---- | --- | ------------------------------------- | -------------------------------- | --------------------------------------------- |
| 2007 | Put your hands up                                                                                         | Miguelito                             | El heredero                      | Álbum Ganador Grammy Latino                   |
| 2008 | Todo el mundo gritando Éxito                                                                              | Ariana Puello                         | 13 Razones                       |                                               |
| 2008 | Me arrodillo ante ti                                                                                      | Divino y Abraham                      | La iglesia de la calle           | Se posicionó en diversas listas de Billboard. |
| 2008 | One Call Away                                                                                             | Iván & AB                             | La iglesia de la calle           |                                               |
| 2008 | Mi Primer Capítulo (todos los temas)                                                                      | Zammy                                 | Mi Primer Capítulo               | Canta en la canción «Pon atención»            |
| 2009 | Se me dio Pa que envolverme                                                                               | Wibal & Alex                          | Los Bionikos                     | Coproducido con Gaby Music                    |
| 2009 | Oasis Club 3000 (Bonus Track)                                                                             | Don Omar                              | IDon                             |                                               |
| 2009 | Estaré aquí Un día mejor                                                                                  | Alex Zurdo                            | Así son las cosas                |                                               |
| 2010 | Héroe | Divino                                | Por experiencia propia           |                                               |
| 2010 | Mas Allá (todos los temas)                                                                                | Iván & AB                             | Mas Allá                         | Canta en la canción «Más allá»                |
| 2010 | Billionaire                                                                                               | Prince Malik con Jim Jones & Yung Joc | Sencillo                         |                                               |
| 2011 | Bailando Dancing Tonight (Effect-o Latin Mix)                                                             | Kat DeLuna                            | Singles                          |                                               |
| 2011 | Historia de amor                                                                                          | Yariel & Omy                          | Nuestro Llamado                  |                                               |
| 2011 | Estoy aquí Ella no cree en el amor Porque me haces daño Eto he pa hoy El día de Dios Llamado (Outro)      | Redimi2                               | Exterminador Operación PR        |                                               |
| 2012 | De fiesta                                                                                                 | Manny Montes                          | Corazón abierto                  |                                               |
| 2012 | Avivamiento en Venezuela                                                                                  | Redimi2                               | Sencillo                         | Coproducido con Jetson                        |
| 2012 | Mañana es hoy What you gonna do? La Envidia Cuidado con el click Si no hay amor Hazlo realidad Fue por mí | Alex Zurdo                            | Mañana es hoy                    | Ganador Premio AMCL - Mejor álbum urbano      |
| 2012 | Dominicano soy Esperando por ti Si estás conmigo Preso en libertad                                        | Redimi2                               | Exterminador operación RD        |                                               |
| 2012 | No woman dont cry Sobreviviré                                                                             | Redimi2                               | Exterminador Operación PR 100x35 |                                               |
| 2012 | Cosas que pasan                                                                                           | Tego Calderón                         | The Original Gallo del país      |                                               |
| 2013 | Esto Es Calle                                                                                             | MC Ceja                               | Como Antes                       |                                               |
| 2013 | Heme Aquí                                                                                                 | Funky & Redimi2                       | Mas                              |                                               |
| 2014 | El pastor Bajo la alfombra Cierra la puerta                                                               | Alex Zurdo                            | De la A a la Z                   |                                               |
| 2015 | Mamey | Tego Calderón                         | El que sabe, sabe                | Ganador de Grammy Latino                      |
| 2018 | Rico Suave                                                                                                | J Álvarez                             | La fama que camina               |                                               |
| 2021 | Que nos pasó                                                                                              | La Perversa                           | Sencillo                         |                                               |
| 2021 | Nada será igual                                                                                           | AleJosë                               | Sencillo                         |                                               |
| 2021 | Álbum completo                                                                                            | Guerrero de Cristo                    | Cactus                           |                                               |
| 2022 | Alante Alante DTOX Me Río                                                                                 | Alex Zurdo                            | DTOX                             |                                               |
| 2022 | Dañar el jangueo                                                                                          | Alex Zurdo & Manny Montes             | Sencillo                         |                                               |
| 2022 | Álbum completo                                                                                            | Guerrero de Cristo                    | Rap Cristiano                    |                                               |
| 2024 | Álbum completo                                                                                            | Guerrero de Cristo                    | Mosaico 2                        |                                               |